# Kyffhäuserland
Kyffhäuserland – gmina w Niemczech, w kraju związkowym Turyngia, w powiecie Kyffhäuser. Powstała 31 grudnia 2012 z połączenia ośmiu gmin, wchodzących do 30 grudnia 2012 w skład wspólnoty administracyjnej Kyffhäuser: Badra, Bendeleben, Göllingen, Günserode, Hachelbich, Rottleben, Seega oraz Steinthaleben. Wspólnota ta została rozwiązana, a gminy stały się automatycznie dzielnicami nowo powstałej.